# Lago di Olginate
Il lago di Olginate (in lombardo Lagh de Olginàa) è un lago situato in provincia di Lecco, in Lombardia; posto poco a valle del lago di Como e del successivo lago di Garlate, costituisce l'ultima parte lacuale del fiume Adda, che quale emissario da qui riprende la corsa verso il Po.

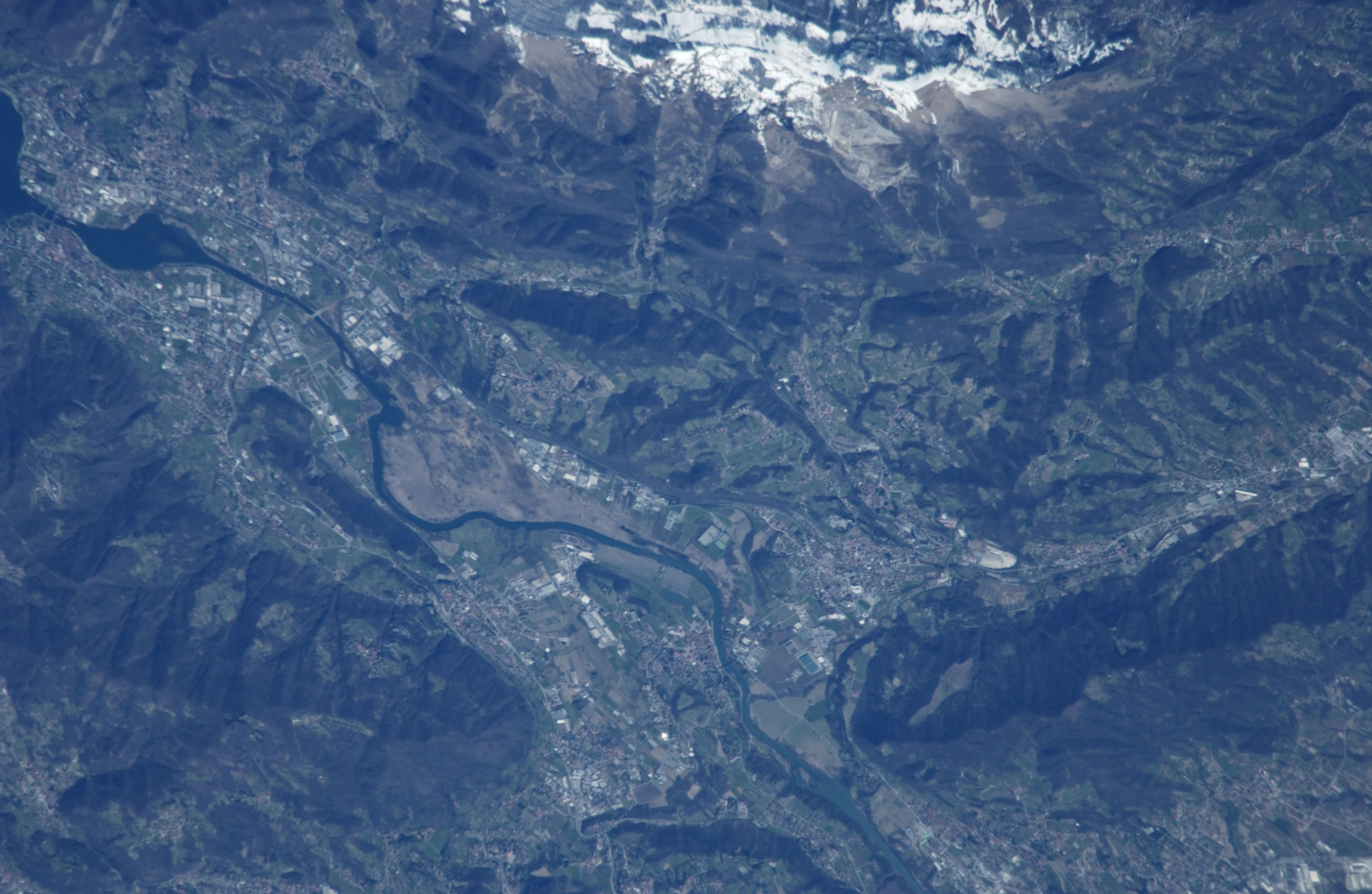
Vista satellitare del lago di Olginate (in alto a sinistra) e dell'Adda

Il lago prende il nome dal comune di Olginate, posto ad ovest del bacino, ed oltre a tale comune bagna anche Calolziocorte, situato sulla sponda est. Dopo essere stato un sito di interesse comunitario (SIC) dal 1995, nel 2016 i suoi quasi 80 ettari sono diventati zona speciale di conservazione (ZSC) nell'ambito della direttiva habitat e dei siti Natura 2000.